# کارلزبرگ

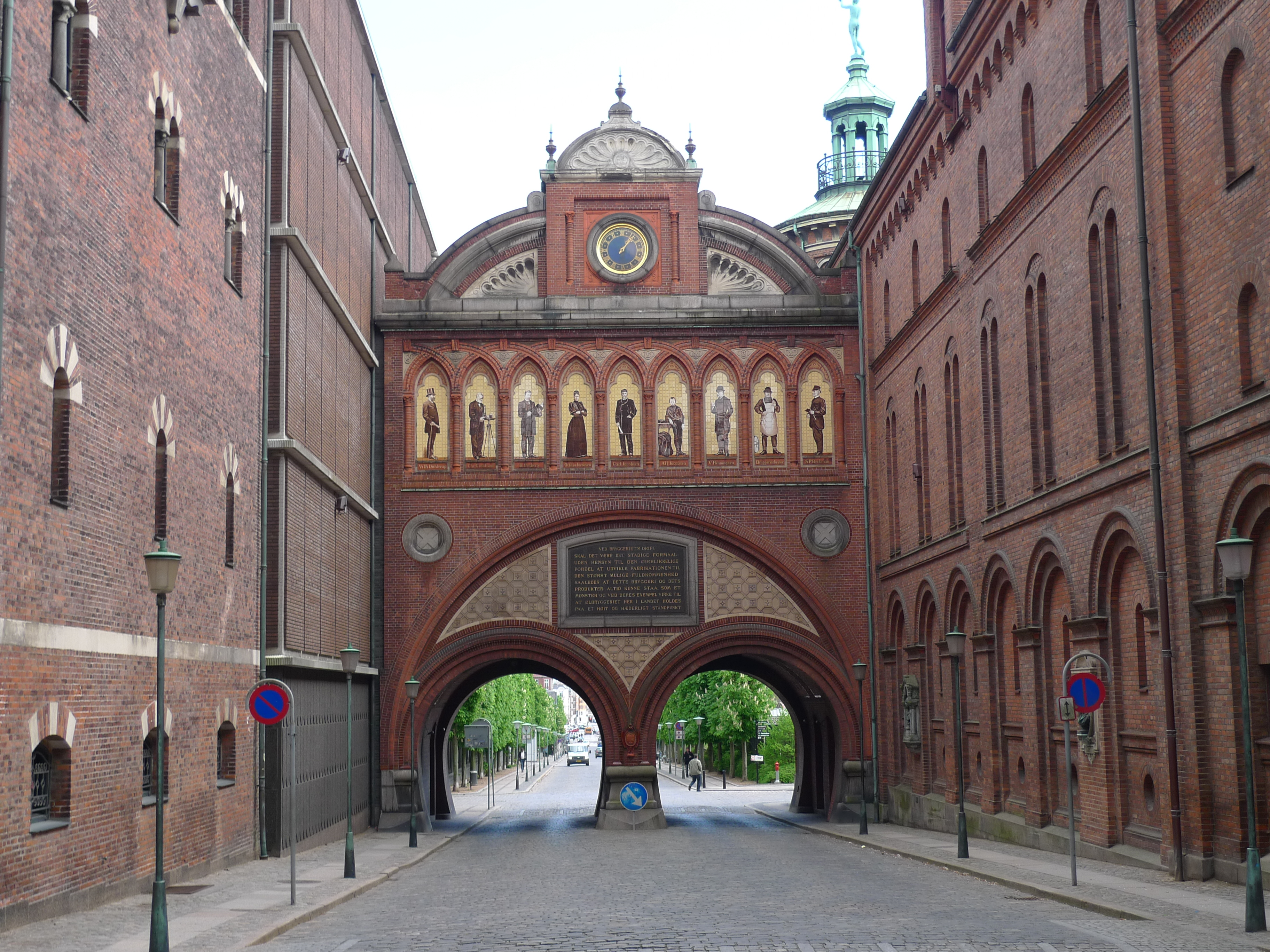
سر در ورودی ساختمان اداری کارلزبرگ در کپنهاگ، دانمارک

کارلزبرگ (به انگلیسی: carlsberg) شرکت آبجوسازی دانمارکی است، که در سال ۱۸۴۷ توسط یاکوب کریستین یاکوبسن تأسیس شد. وی نام این شرکت را از نام پسرش کارل گرفته‌است.
دفتر مرکزی شرکت کارلزبرگ در شهر کپنهاگ، دانمارک قرار دارد. نام تجاری یا برند اصلی این شرکت، آبجو کارلزبرگ است، ولی در برخی نقاط جهان نیز توبورگ؛ برند اصلی کارلزبرگ محسوب می‌شود.
شرکت کارلزبرگ پس از ادغام با شرکت نروژی اورکلا در ژانویه سال ۲۰۰۱ به پنجمین شرکت بزرگ آبجوسازی جهان تبدیل شد. کارلزبرگ در حال حاضر با دارا بودن بیش از ۴۰ درصد از سهم بازار، بزرگترین فروشنده آبجو در روسیه می‌باشد. در سال ۲۰۰۹ تعداد کارکنان شرکت کارلزبرگ در حدود ۴۵ هزار نفر اعلام شد و در این سال با یک پله صعود در رتبه چهارم از بزرگترین شرکت‌های آبجوسازی جهان قرار گرفت.
کارلزبرگ از سال ۱۹۹۲ تا ۲۰۱۰ به‌عنوان حامی مالی (اسپانسر) باشگاه فوتبال لیورپول فعالیت می‌کرد. این شرکت از سال ۲۰۱۰ اسپانسر باشگاه فوتبال کپنهاگن، باشگاه فوتبال هاوانت و واترلوویل، باشگاه فوتبال تاتنهام هاتسپر و باشگاه فوتبال آرسنال می‌باشد.